# Holcoides forceps
Holcoides forceps är en insektsart som beskrevs av Morgan Hebard 1919. Holcoides forceps ingår i släktet Holcoides och familjen Pseudophasmatidae. Inga underarter finns listade i Catalogue of Life.